# Rottelsheim
Rottelsheim (Rottelse) in alsaziano) è un comune francese di 296 abitanti situato nel dipartimento del Basso Reno nella regione del Grand Est.

## Società

### Evoluzione demografica
Abitanti censiti